# مينتكيتش
(بالروسية: Мээнеткеч)، (باللاتينية: Meenetkech) (بالعربية: مينتكيتش)، قرية في مقاطعة تشوي، في قيرغيزستان. بلغ عدد سكانها حوالي 1041 نسمة في عام 2015.

## الجغرافيا
تقع القرية في الجزء الشمالي من المنطقة، في وادي تشوي، شمالي جبال قيرغيز-ألاتو ، إلى الجنوب الغربي من مدينة توكموك. يبلغ ارتفاعها حوالي 890 مترًا فوق مستوى سطح البحر.